# 威尔默·艾利森
威尔默·艾利森（英語：Wilmer Allison，1904年12月8日—1977年4月20日），美国男子网球运动员。他曾获得温布尔登网球锦标赛男子双打冠军、美国网球公开赛男子单打冠军、男子双打冠军、混合双打冠军。